# Henning Wessberg
John Lennart Henning Wessberg, född 18 maj 1919 i Morlanda församling, död 12 september 1992 i Morlanda församling, var en svensk fotbollsspelare som representerade Gais i fotbollsallsvenskan mellan säsongerna 1943/1944 och 1947/1948.

## Biografi
Wessberg växte upp i Ellös i Morlanda landskommun på Orust, där han började spelade fotboll i det lokala laget Ellös IK. Via Alingsås IF hamnade han sedan i allsvenska Gais, där han debuterade i A-laget säsongen 1943/1944. Han blev snabbt en viktig spelare för klubben, och vann den interna skytteligan både säsongen 1944/1945 (8 mål, delat med Göte Sjösten) och 1945/1946 (11 mål).
Sammanlagt spelade han 50 seriematcher för Gais och gjorde 24 mål. 1949 började han spela för Vårgårda IK, då i Älvsborgsserien, och hjälpte klubben att avancera uppåt i seriesystemet. Säsongen 1953/1954 hade klubben nått division IV.

## Privatliv
Wessberg var far till Sten och Kenneth Wessberg, som båda senare kom att representera Gais, och farfar till golfaren Linda Wessberg. Han är gravsatt på Morlanda nya kyrkogård.